# 名護市立久志小学校・久志中学校
名護市立久志小学校・久志中学校（なごしりつくししょうがっこう・くしちゅうがっこう）は、沖縄県名護市字汀間にある市立の小学校・中学校であり、2012年に開校した名護市内で最初の小中併設校である。愛称は「名護市立小中一貫教育校緑風学園」であり、「緑風学園」、ないし「名護市立緑風学園」として言及されることもある。特認校であり、名護市全域からの通学が認められている。

## 沿革
2009年に名護市小中一貫教育校推進市民懇話会が活動を始め、翌年2010年に名護市に最終提言を提出、2011年には名護市小中一貫教育校開校準備委員会が立ち上がり、愛称として「名護市立小中一貫教育校緑風学園」が選定された。
2012年4月1日に開校となり、4月10日に第1回入学式が挙行された。
2016年度には日本新聞協会の「いっしょに読もう新聞コンクール」で全国優秀学校賞を受賞し、2018年1月17日には沖縄県NIE実践フォーラムの会場となった。

## 生徒数
定員は、各学年30名であるが、十数名から二十余名が在学している。総定員は270名で、2022年度における在籍見込は176名である。